# جيمس فيليبس (مغني)
جيمس فيليبس (بالإنجليزية: James Phillips)‏ هو مغني جنوب أفريقي، ولد في 22 يناير 1959 في جوهانسبرغ في جنوب أفريقيا، وتوفي في 31 يوليو 1995 بسبب التهاب السحايا.

## وصلات خارجية
- جيمس فيليبس على موقع ميوزك برينز (الإنجليزية)
- جيمس فيليبس على موقع ديسكوغز (الإنجليزية)
- جيمس فيليبس على موقع ديسكوغز (الإنجليزية)